# Pompeya
Pompeya (spanisch Name für Pompeji) ist eine Ortschaft und eine Parroquia rural („ländliches Kirchspiel“) im Kanton La Joya de los Sachas der ecuadorianischen Provinz Orellana. Sitz der Verwaltung ist die Ortschaft Pompeya, 40 km östlich der Provinzhauptstadt Puerto Francisco de Orellana einen Kilometer vom Nordufer des Río Napo entfernt. Die Parroquia besitzt eine Fläche von 97,87 km². Die Einwohnerzahl lag im Jahr 2015 bei 1220.

## Lage
Die Parroquia Pompeya liegt im Amazonastiefland am Nordufer eines 13,5 km langen Flussabschnitts des Río Napo. Im Nordosten wird die Parroquia vom Flüsschen Río Jivino begrenzt. In der Parroquia befinden sich vier Siedlungen:
- Pompeya (Verwaltungssitz Cabecera parroquial) mit 120 Einwohnern
- Pompeya Chikta (Sector) mit 100 Einwohnern
- San Antonio (Comunidad) mit 600 Einwohnern
- San Francisco de Chikta (Comunidad) mit 400 Einwohnern

Pompeya liegt lediglich 3 km südlich von Limoncocha, Touristenzentrum in der Reserva Biológica Limoncocha, und ist von dort über eine Straße erreichbar. Über den Río Napo gibt es eine Überfahrtmöglichkeit nach Pompeya Sur, dem Verwaltungszentrum der Parroquia Alejandro Labaka.
Gegenüber der Parroquia Pompeya auf der Südseite des Río Napo befinden sich die Parroquias Alejandro Labaka und  Taracoa (beide im Kanton Francisco de Orellana). Im Westen und im Nordwesten grenzt die Parroquia Pompeya an die Parroquia Unión Milagreña, im Nordosten und im Osten an die Parroquia Limoncocha im Kanton Shushufindi der Provinz Sucumbíos.

## Geschichte
Die Gemeinde von Pompeya hat ihren Ursprung im Bau der Missionarsresidenz Pompeya, die im Rahmen des Kampfes zwischen der katholischen und der protestantischen Kirche entstand. Am 21. September 1960 ließen sich die Patres Agustín de la Vega und Arnoldo aus Buenos Aires, Argentinier, die gerade in der Präfektur Aguarico angekommen waren, in der neuen Residenz nieder, die sie in Erinnerung an ein berühmtes Kapuzinerheiligtum in Buenos Aires "Virgen del Rosario de Pompeya" nannten. Verschiedenen Berichten zufolge gab es´in dem Sektor nur eine indigene Familie.
Pompeya war ursprünglich Verwaltungssitz der 1969 gegründeten Parroquia Limoncocha im Kanton Francisco de Orellana der Provinz Napo. Am 9. August 1988 wurde das Gebiet um Pompeya abgespalten und Pompeya zu einer eigenständigen Parroquia innerhalb des ebenfalls neu eingerichteten Kantons La Joya de los Sachas. Im Jahr 1998 ging der Kanton an die neu geschaffene Provinz Orellana über.